# Ruschia perfoliata
Ruschia perfoliata är en isörtsväxtart som först beskrevs av Philip Miller, och fick sitt nu gällande namn av Schwant. Ruschia perfoliata ingår i släktet Ruschia och familjen isörtsväxter. Inga underarter finns listade i Catalogue of Life.